# Rolf Thiele
Rolf Thiele (Ústí nad Labem, 7 marzo 1918 – Monaco di Baviera, 9 ottobre 1994) è stato un regista, sceneggiatore e produttore cinematografico tedesco.

## Biografia
Rofl Thile nella sua carriera ha diretto 42 film tra il 1951 e il 1977. Nel 1958 ha diretto La ragazza Rosemarie ricevendo la nomination per il leone d'oro a Venezia.
Nel 1959 il suo film Eva. Confidenze di una minorenne fu presentato al Festival di Cannes 1959 e nel 1964 partecipò al Festival internazionale del cinema di Berlino con il lungometraggio Tonio Kröger.

## Filmografia parziale
- Primanerinnen (1951)
- Lei (Sie) (1954)
- La ragazza di Berlino (1956)
- La ragazza Rosemarie (1958)
- Eva. Confidenze di una minorenne (1959)
- Neurose (1959)
- Non conosci il bel suol (1961)
- Lulù l'amore primitivo (1962)
- Il letto rosa (1962)
- Orizzontale di lusso (1963)
- Tonio Kröger (1964)
- L'incesto (1965)
- I dolci peccati di Venere (1966)
- Siamo tutti matti? (1968)
- Dio me l'ha data, guai a chi la tocca (1968)
- Divagazioni erotiche (1969)
- Resta pure amore mio (1971)
- Giochi olimpici del sesso (1972)
- Jet-set per Rosemaries Tochter (1976)
- Frauenstation (1977)